# Грохот в джунглях
Грохот в джунглях (или Разборка в джунглях) (англ. The Rumble in the Jungle) — боксёрский поединок между Мохаммедом Али и Джорджем Форманом, состоявшийся 30 октября 1974 года в городе Киншаса, Заир (ныне Демократическая Республика Конго). Данный поединок часто рассматривается как один из величайших боксёрских поединков XX века, проходил в тропических условиях, в период дождей и повышенной влажности. К тому же, для удобства американского телезрителя, бой проходил в 4 часа утра по местному времени. Поединок завершился в ходе 8-го раунда победой Мохаммеда Али.

## Предыстория
Бой стал первым для Дона Кинга как для боксёрского промоутера и был полностью организован им. Именно Кинг предложил провести поединок в Африке, договорившись с Фредом Уайманом, американским советником заирского диктатора Мобуту, который уговорил того провести поединок в столице Заира. Герберт Мухаммад, менеджер Али и бизнес-партнёр Кинга, договорился с ливийским лидером Муаммаром Каддафи, выделить на бой 12 миллионов долларов, чтобы обеспечить гонорар по 5 миллионов долларов каждому боксёру (Кинг наметил такую запредельную по тем временам сумму, чтобы другие промоутеры прекратили свои попытки «увести» от него Али и Формана). В США никто не собирался выплачивать миллионных гонораров «двоим неграм» и придавать такое значение самому поединку, который американские официальные власти расценивали рядовым событием, очередным титульным поединком двоих чернокожих спортсменов (Дон Кинг полагал, что если бы один из соперников был белым, то ситуация с проведением поединка в США была бы совершенно иной).
В Киншасе была построена инфраструктура и закуплено и настроено всё необходимое оборудование для трансляции по телевидению и радио. Когда все детали были утрясены, стало ясно, что впервые за историю бокса поединок за звание чемпиона мира в тяжёлом весе пройдёт на африканском континенте.
Перед боем Мохаммед Али объявил, что этот бой — борьба за «большое чёрное дело». Форман лишь возразил, что он «чернее» Али в два раза. Из-за тяжёлого тропического климата боксеры прибыли в Заир заблаговременно и провели там все лето 1974 года. Оба очень активно готовились к поединку. Форман предпочитал тренироваться в отеле города Киншаса — столицы Заира, где должен был состояться поединок. Али же предпочитал больше общаться с обычными людьми, он совершал пробежки с детьми, а также проводил множество открытых тренировок. Люди из окружения Мохаммеда говорили, что он был окружён поклонниками и заряжался от них энергией. Несмотря на большую поддержку местного населения, мало кто в мире считал, что Али способен справиться с молодым чемпионом. На тот момент у Формана было 40 побед и 0 поражений при 37 поединках, завершённых им досрочно. Он легко нокаутировал Кена Нортона и Джо Фрейзера — боксёров, выигрывавших у Али в тяжелейших поединках (причём Нортон сломал Али челюсть, а Фрейзер отправлял Али в нокдаун). Джорджа называли одним из величайших панчеров всех времён, а ставки букмекеров были 3 к 1 в его пользу. Первоначально поединок должен был состояться 25 сентября, но из-за рассечения, полученного Форманом на тренировке, бой пришлось перенести на 30 октября.
В последние дни перед боем Али усилил психологическое воздействие на Формана, одна из его цитат, сказанных им в то время, вошла в историю: «Я видел, как Джордж Форман боксировал с тенью, и тень выиграла». Форман оставался невозмутим, будучи абсолютно уверенным в своей победе. За день до боя оба боксёра посетили вечеринку, устроенную президентом Мобуту. На следующее утро Али вместе со своим окружением отправился на нескольких автобусах на Стадион имени 20 мая, где боя ожидало 60 000 человек, в основном болевших за него. Согласно боксёрским традициям, Али как претендент первым вышел на ринг. Из раздевалки боксёр прошёл по коридору из солдат заирской армии, ограждавших его от фанатов. Над рингом была построена временная крыша, которая должна была защитить боксёров от дождя, предсказанного синоптиками. Спустя 10 минут появился чемпион, он выходил с американским флагом, вместе с ним был Арчи Мур — прославленный боксёр, которого ранее в своей карьере нокаутировал Мохаммед. Во время того, как рефери напоминал боксёрам правила боя, Али начал психологическую атаку на Формана: «Ты слышал обо мне, когда был малышом. Ты следил за мной, когда был маленьким мальчиком. Сейчас ты встретил меня — твоего учителя».

## Ход боя
В условиях повышенной влажности и высокой температуры оба боксера стали довольно сильно сдавать физически уже с первых раундов. Начиная с середины второго раунда Али повисает на канатах, и многочисленные попытки судьи держать канаты вместе с ним успехом не увенчивались. При этом Мохаммед проводит очень мощные контратаки, концентрируясь на правом кроссе в голову. 
Али избрал тактику, похожую на его первый бой против Фрейзера, отличием было лишь то, что он был в прекрасной физической форме. Рефери не всегда удавалось держать канаты натянутыми из-за того, что боксёры нависали на них всей своей массой. Это давало Мохаммеду преимущество, так как появлялось больше дополнительного пространства для защитных манёвров. Во время первой половины боя он пропустил несколько мощных ударов, которые могли завершить бой, по словам Али, от них у него начались галлюцинации. Но также множество мощных ударов Джорджа проходили мимо или вскользь, изматывая его. После пятого раунда угол Формана попросил остановить поединок и натянуть канаты на ринге, однако рефери проигнорировал эти просьбы. К этому времени чемпион выглядел уставшим, Али же успевал кричать ему в ухо: «Покажи свой лучший удар!» В седьмом раунде Мохаммед начал доминировать в бою, он наносил большое число точных джебов. К восьмому раунду Джордж потерял последние силы, и Али, прямо перед сигналом к окончанию раунда, провёл комбинацию правой-левой-правой, которая потрясла молодого чемпиона, он оказался на канатах, после чего Мохаммед провёл точную атаку, отправившую Формана на настил ринга. Джордж успел встать на счёт 9, но рефери решил остановить бой. Весь стадион был на ногах, всё, что можно было услышать, это скандирование «Али, убей его!» («Ali bomaye!»). После боя Мохаммед объявил, что не собирается завершать карьеру, после этого поединка за ним закрепилось прозвище, которым он сам себя наградил, — Величайший. Форман же был морально раздавлен, он придумывал теории заговора, объясняя своё поражение (специально ослабленные канаты, быстрый отсчёт рефери и даже отравленная вода).

Я говорил вам — всем своим критикам, я говорил вам, что я величайший чемпион за всю историю после того, как я победил Сонни Листона. Я говорю вам сегодня, я всё ещё величайший за всю историю… Никогда больше не говорите, что я проиграю. Никогда не называйте меня отстающим, пока мне не исполнится пятьдесят.— Мохаммед Али

## После поединка
После боя с Форманом Али был на пике славы, он победил в поединке, в котором чемпион считался абсолютным фаворитом. Мохаммед получил почти 5,5 млн долларов, что было больше, чем заработали Джо Луис, Рокки Марчиано и Джек Демпси за всю свою карьеру. Но главное, он доказал всем, что его рано списали со счетов. Президент США Джеральд Форд пригласил Али в Белый дом через несколько недель после его победы над Форманом. В недавнем прошлом такое невозможно было представить, так как Мохаммед находился в опале у власти за свои антивоенные публичные выступления. Форду понравилась их беседа, после которой он назвал Али принципиальным человеком. Спортивные издания начали одаривать Мохаммеда всевозможными наградами (журнал The Ring признал Али боксёром года, Sports Illustrated — спортсменом года). 
В июле 2022 года чемпионский пояс, который Али завоевал в 1974 году, нокаутировав Джорджа Формана, стал главным лотом на аукционе, где были представлены и другие вещи боксера. В итоге победителем торгов стал владелец NFL «Индианаполис Колтс» Джим Ирсей, сделавший ставку в 6,18 млн долларов.

## След в культуре
- В 1997 году документальный фильм «Когда мы были королями», посвященный событиям этого боя, получил премию «Оскар» как лучший документальный фильм.
- Снятый в 2001 году биографический фильм «Али» показывает этот бой как кульминационный момент фильма.